# Агамемнон

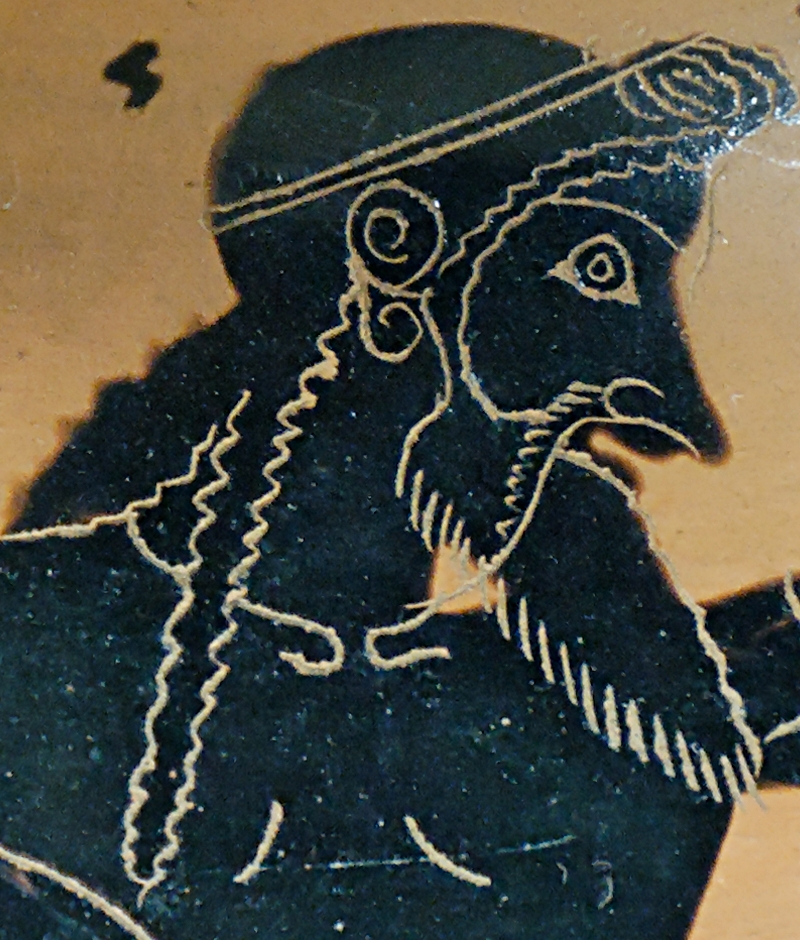
Агамемнон, зображення на аттичній чорнофігурній вазі, близько 520 до н. е., Лувр

Агаме́мнон (грец. Ἀγαμέμνων, Agamemnon) — напівлегендарний цар Мікен XIII—XII ст. до н. е., вождь ахейського війська в Троянській війні, син Атрея і Аеропи, брат Менелая.

## Міфологія
Коли Атрея вбив його небіж Егіст, батько якого, Тієст, став царем у Мікенах, Агамемнон і Менелай утекли в Спарту. Спартанський цар Тіндарей дав їм притулок і одружив зі своїми дочками: Агамемнона — з Клітемнестрою, Менелая — з Єленою. Клітемнестра народила Агамемнонові трьох дочок: Іфігенію, Хрісотеміду й Електру, а також сина Ореста. Після смерті Тіндарея царем Спарти став Менелай, разом з яким Агамемнон скинув Тієста з престолу й заволодів Мікенами.
За царювання Агамемнона Мікени відігравали провідну роль серед інших грецьких держав. За переказами саме мікенський цар був головним ініціатором походу проти Трої і очолив спільне ахейське військо, в якому було сто мікенських суден — більше ніж в будь-якого іншого міста. У пам'яті нащадків Агамемнон залишився насамперед як надміру честолюбний володар, чиї бажання не раз шкодили загальній справі. Через свою хвалькуватість (убивши якось на полюванні лань, він заявив, що влучності його пострілу могла б позаздрити сама Артеміда) Агамемнон мусив погодитися принести дочку Іфігенію в жертву розгніваній богині-мисливиці, яка позбавила ахейський флот попутного вітру; гонор і жадібність Агамемнона при розподілі бранок під час облоги Трої призводять до сварки з Ахіллесом, у якого він відібрав Брісеїду. Агамемнон образив жерця Аполлона Хріса, відмовившись віддати за викуп його дочку і накликавши гнів Аполлона на ахейське військо. Після падіння Трої Агамемнон дістав велику здобич і дочку Пріама Кассандру.
За відсутності Агамемнона коханцем Клітемнестри став Егіст, розпоряджався в Арголіді як справжній володар. Після повернення з-під Трої, Агамемнон став жертвою зрадливої дружини. Коли він мився в ванні, Клітемнестра накинула на нього покривало і за допомогою Егіста вбила його. (Варіант: Агамемнона вбив сам Егіст).

## Культ Агамемнона
У Спарті, на Пелопоннесі і в Беотії існував культ Агамемнона. Припускають, що в цих місцевостях Агамемнона шанували як бога, культ якого згодом був витіснений культом Зевса. Свідченням цього є одне з Зевсових імен — Зевс Агамемнон. У Херсонесі як священна річ зберігався скіпетр Агамемнона. На пам'ятках мистецтва часто зустрічаються зображення Агамемнона, але дуже рідко на першому плані. Зображували Агамемнона подібним до Зевса.

## У мистецтві
Життя і особливо трагічна смерть Агамемнона були улюбленою темою творів античної та європейської літератур (трагедії «Агамемнон» Есхіла, «Іфігенія в Авліді» Евріпіда, «Іфігенія» Расіна,  «Агамемнон» Сенеки, «Агамемнон» Альф'єрі тощо). Сюжет смерті Агамемнона використано також у музичному мистецтві Європи, зокрема у творах Н. Цінгареллі, Д. Треверса, С. Танєєва, Д. Мійо, Л. Керубіні.